# De tolv apostlarnas kyrka, Balaklava
De tolv apostlarnas kyrka (ukrainska: Церква дванадцяти апостолів/Cerkva dvanadcjati apostoliv, ryska: Храм Двенадцати Апостолов/Hram Dvenadcati Apostolov) är en ukrainsk-ortodox kyrkobyggnad belägen i bostaden Balaklava i staden Sevastopol på Krim.
Kyrkan är helgad åt Kristendomens tolv apostlar och är även den äldsta östortodoxa kyrkan på Krim.

## Historia

### Tidigare kyrka
Den ursprungliga kyrkan uppfördes 1375.

### Nuvarande kyrka
Den nuvarande stenkyrkan uppfördes i nyantik stil 1794.
1917 stängdes kyrkan ned och 1927 skadades den i en jordbävning. 1990 restaurerades kyrkan enligt gamla bevarade ritningar och dess ikonostas återskapades. Medan restaureringen pågick kunde gudstjänster hållas i ett litet rum på gården som hade plats för cirka 30 personer. Den 13 juli 1991 återinvigdes kyrkan.

## Kyrkobyggnaden
Byggnaden har en korsformad planform och där korsarmarna möts finns en kupol.

## Bilder

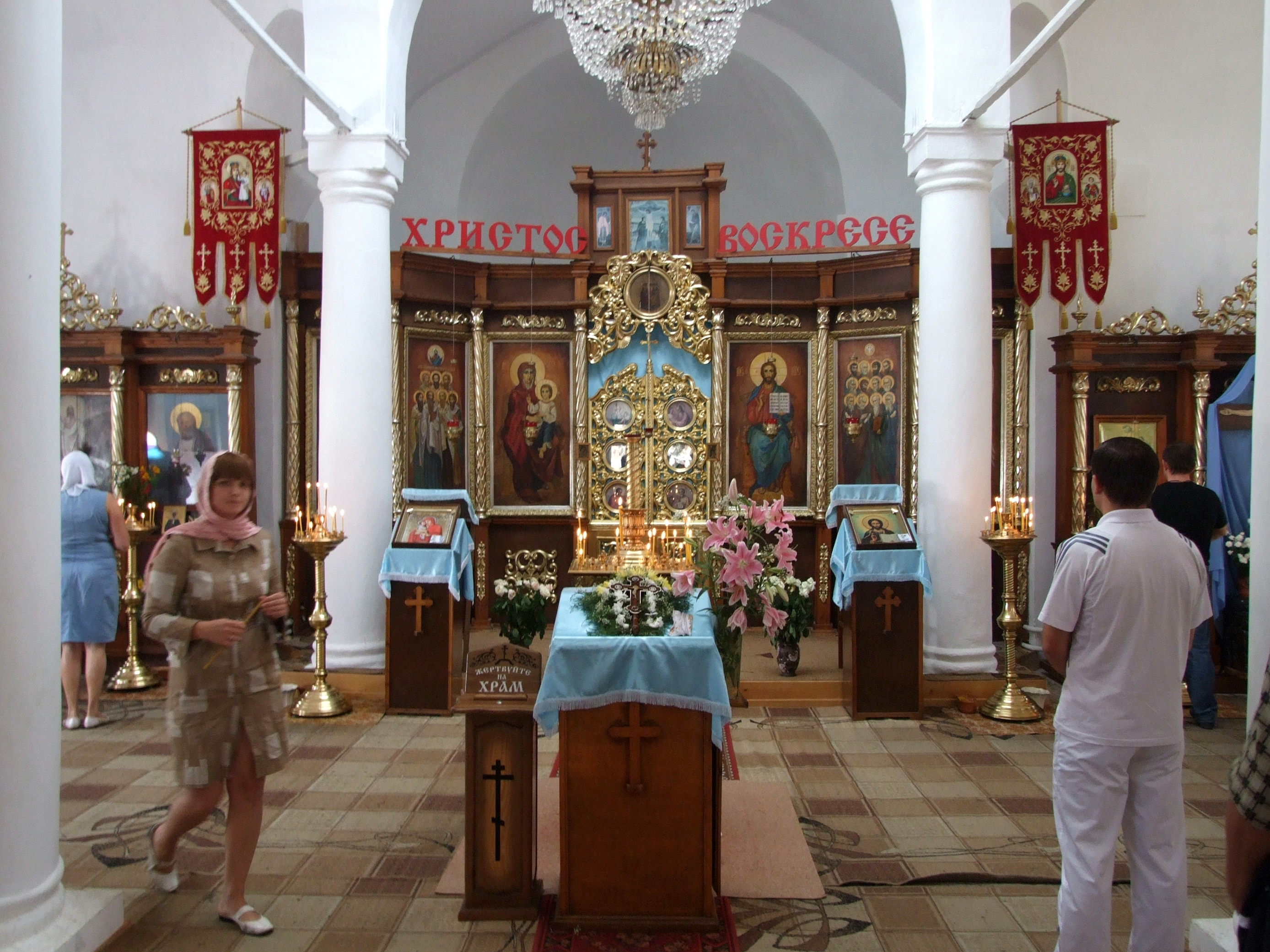
Kyrkans interiör mot ikonostasen.
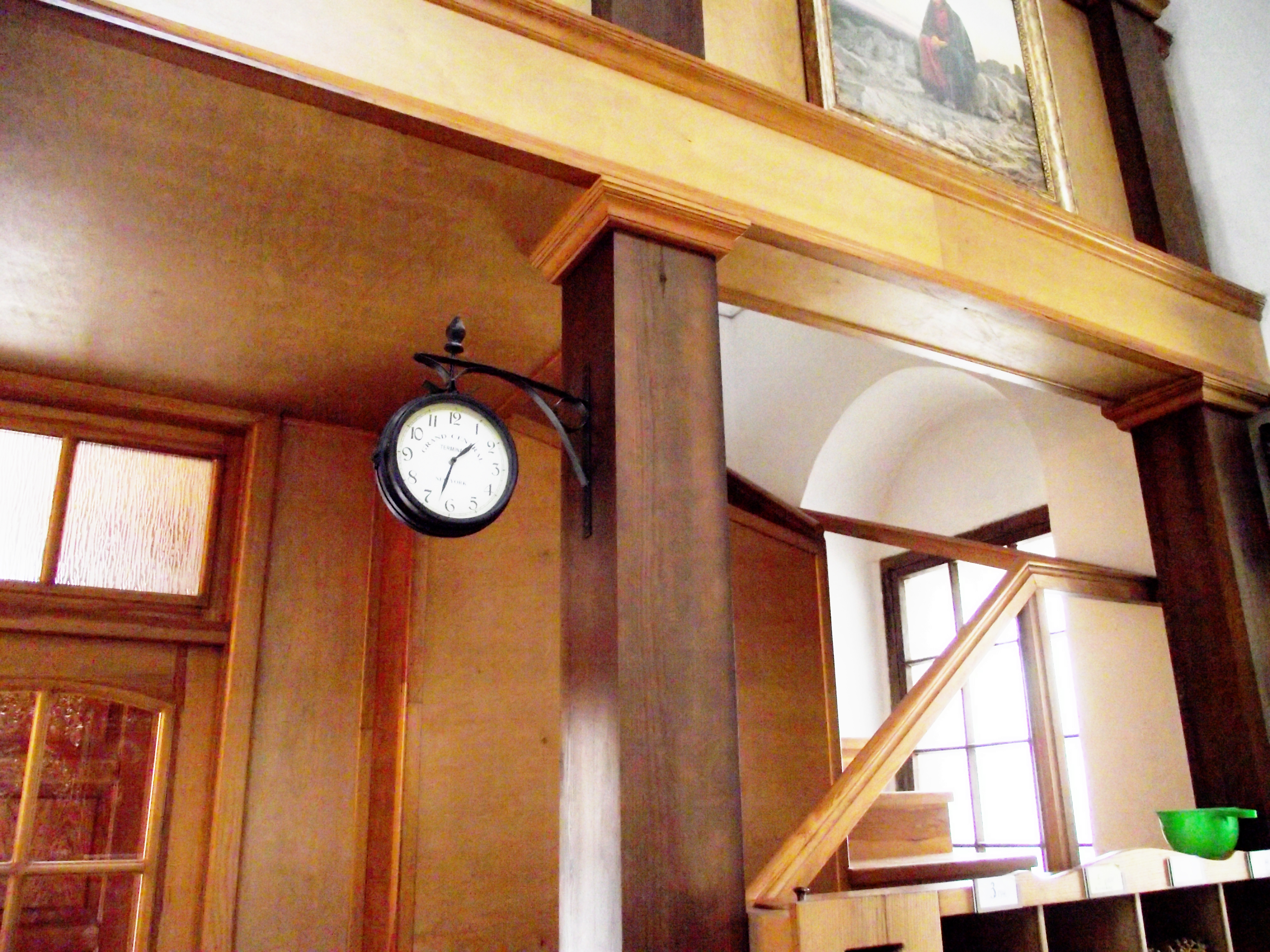
Interiör
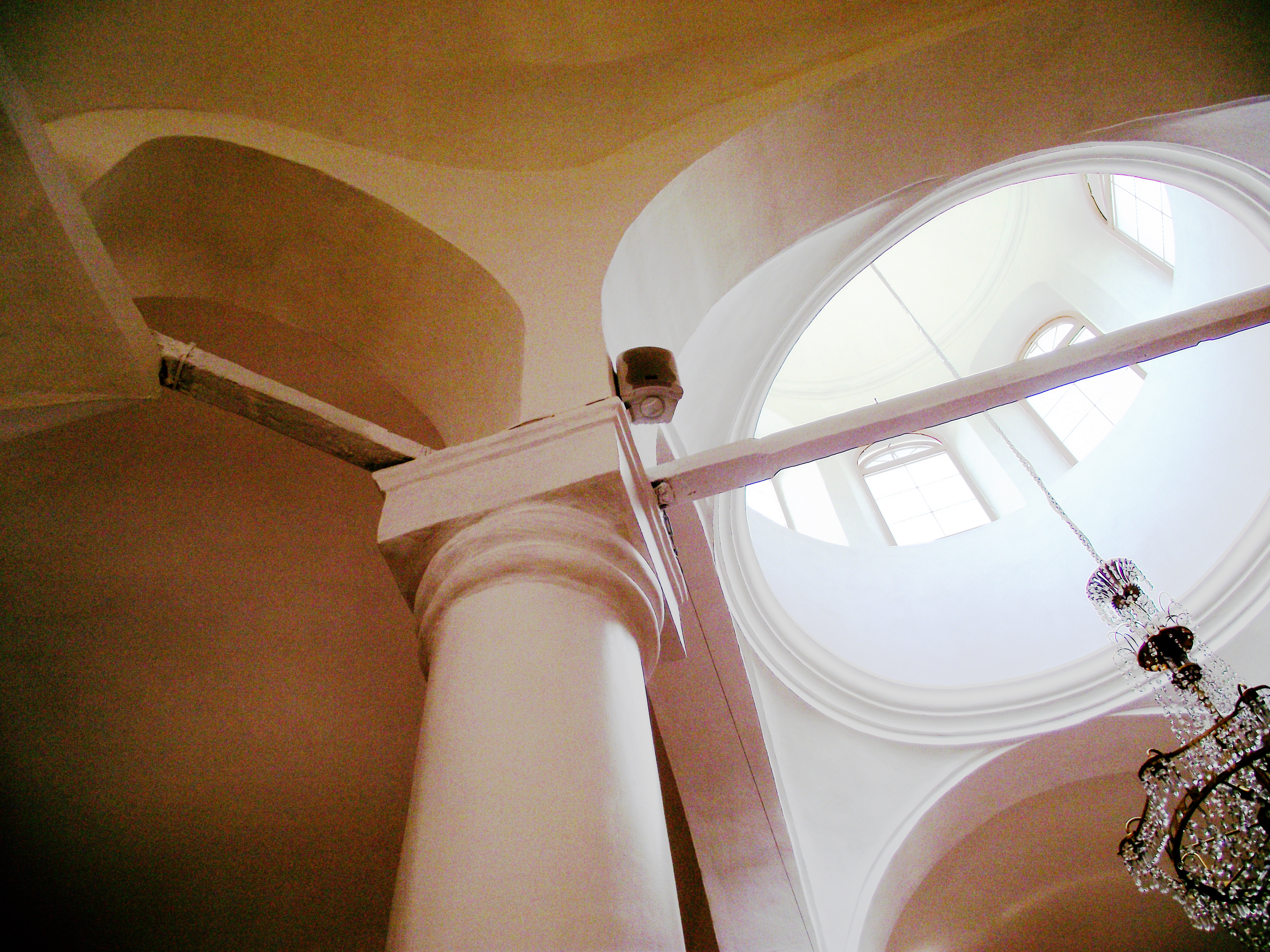
Interiör.